# Hidroxicloroquina
La hidroxicloroquina es un principio activo antimalárico o antipalúdico que se vende con los nombres comerciales Plaquenil, Axemal (en la India), Dolquine, Ilinol y Quensyl. También, se utiliza para reducir la inflamación en el tratamiento de la artritis reumatoide y del lupus. Se diferencia de la cloroquina por la presencia de un grupo hidroxilo en el extremo de la cadena lateral. Está disponible para administración oral como sulfato de hidroxicloroquina (Plaquenil), de los cuales 200 mg contienen 155 mg de base en forma quiral. La hidroxicloroquina tiene una farmacocinética similar a la cloroquina, con rápida absorción gastrointestinal, y se elimina por vía renal.
Tras diversas publicaciones científicas, casos de estudio y ensayos clínicos, se concluyó que la hidroxicloroquina es inefectiva para el tratamiento del COVID-19, además de que su uso podría causar peligrosos efectos adversos.  La Clínica Mayo recomienda el uso de la hidroxicloroquina en pacientes hospitalizados con Covid-19, en ciertos casos.

## Historia
La hidroxicloroquina forma parte de un grupo de moléculas sintéticas antimaláricas inventadas como alternativa al costoso alcaloide natural quinina. Antes del siglo XX, la quinina era ofrecida a través de la Corona Española al resto de países en forma de preparados a partir de las cortezas de árboles del género Cinchona de Perú.
La primera de estas fue la cloroquina sintetizada por científicos de la corporación Bayer en 1934. Años después, se sintetizó la hidroxicloroquina en 1946 difiriendo de la cloroquina solo por un grupo hidroxilo. El 18 de abril de 1955 la Administración de Medicamentos y Alimentos (FDA, siglas en inglés) aprobó el uso farmacéutico de la hidroxicloroquina bajo la marca Plaquenil a partir del expediente presentado por la corporación canadiense Concordia en Ontario.

## Absorción
Luego de su administración por vía oral, empieza la absorción en el tracto digestivo, alcanzando niveles pico de 2 a 4.5 h con una media de 3.2 horas.

## Metabolismo
La hidroxicloroquina tiene una gran avidez por los tejidos, especialmente aquellos que contienen melanina, fijándose fuertemente a los mismos. Plaquenil® tiene un gran volumen de distribución. Los enantiómeros de la hidroxicloroquina y sus metabolitos se fijan de forma diferente a las proteínas plasmáticas.
Las concentraciones plasmáticas máximas de la droga luego de la dosis oral estuvieron entre 34 y 79 ng/ml.

## Eliminación
La vida media de eliminación plasmática fue de 32 ± 9 días luego de la administración oral del medicamento. La depuración de hidroxicloroquina es de 96 ml/min. Luego de la administración oral, aproximadamente 21% de la hidroxicloroquina se elimina en forma inalterada por vía urinaria.

## Efecto terapéutico
La hidroxicloroquina posee acciones antimaláricas y también ejerce un efecto benéfico en el lupus eritematoso (sistémico y discoide) y en la artritis reumatoide. El mecanismo de acción no se conoce precisamente, pero parece estar ligado a la elevación del pH intracitoplasmático, lo cual altera el ensamble de las cadenas α y β de las moléculas de la clase II del complejo mayor de histocompatibilidad, y así estaría interfiriendo con el procesamiento antigénico y, por tanto, disminuyendo el estímulo autoinmune de las células CD4+.

## Efectos indeseables
A dosis terapéuticas se han observado trastornos visuales consistentes en visión borrosa o dificultad para enfocar o acomodar, los cuales son reversibles y desaparecen al discontinuar la terapia. Por otro lado, se han observado otro tipo de trastornos visuales y complicaciones oculares al usar cloroquina en tratamientos prolongados, con dosis diarias mayores de 250 mg de fosfato de cloroquina: Estos disturbios consisten en:
- Cambios reversibles de la córnea: edema transitorio o depósitos opacos del epitelio.
- Cambios retinianos: estrechamiento de las arteriolas, lesiones maculares, palidez del disco óptico, atrofia óptica y pigmentación irregular. Estos cambios son generalmente irreversibles, algunos progresivos o raramente retardados. Los pacientes con cambios en la retina pueden ser asintomáticos, especialmente en los casos tempranos de la enfermedad o pueden quejarse de nictalopía y visión escotomatosa con defectos del campo visual y escotomas típicos temporales. En ocasiones puede presentarse visión escotomatosa, sin cambios retinianos observables.[14]

Cuando se contemplan terapias prolongadas con compuestos antipalúdicos, deben realizarse exámenes oftalmológicos iniciales y periódicos. Si se encuentra alguna anormalidad, debe discontinuarse de inmediato el medicamento y observar al paciente.

## Posible tratamiento de pacientes con COVID-19
Estudios y metaanálisis han demostrado que el uso de la cloroquina o hidroxicloroquina en pacientes con COVID-19 no tiene un efecto positivo en la reducción de la mortalidad, la tasa de progresión a ventilación mecánica o la mejoría clínica, y que tampoco tienen un beneficio en la prevención de COVID-19 en personas expuestas al virus. El uso de hidroxicloroquina aumenta el riesgo de efectos adversos casi al triple.
Así, tras diversas publicaciones científicas, casos de estudio y ensayos clínicos, se concluyó que la hidroxicloroquina es inefectiva para el tratamiento de la COVID-19, además de que su uso podría causar peligrosos efectos adversos, y por lo tanto se desaconseja su uso para prevenir o tratar la COVID-19, independiente de su gravedad.